# Llista de fortificacions de l'Azerbaidjan
La llista de fortificacions de l'Azerbaidjan és una llista de fortificacions del país. La llista, inclou castells, torres, fortaleses i altres fortificacions intactes, significants, famoses o documentades, per tant, aquesta llista no és completa.
| Nom                              | Imatge | Localització                                     | Data de construcció  | Fundador                     | Arquitecte              | Observacions |
| -------------------------------- | ------ | ------------------------------------------------ | -------------------- | ---------------------------- | ----------------------- | ------------ |
| Fortalesa d'Askeran              |        | Askeran (Bakú)                                   | 1751                 | Panah Ali Khan               |                         |              |
| Fortalesa de Bakú                |        | Bakú                                             | Segle XIII           |                              |                         |              |
| Castell de Cinli                 |        | Agchay, Qakh                                     |                      |                              |                         |              |
| Castell de Chirag                |        | Situat 20–25 km de la Ciutat de Shabran, Shabran | Segles IV-VI         |                              |                         |              |
| Fortalesa de Gandja              |        | Gandja                                           | Segle XVI            |                              |                         |              |
| Fortalesa de Gelersen-Görersen   |        | Sobre el riu Kish, Shaki                         | Segles VIII-IX       |                              |                         |              |
| Castell de Qaxach                |        | Mesheli, Khojali                                 | Segle IX             |                              |                         |              |
| Castell Quadrangular             |        | Mardakan (Bakú)                                  | Segle XII            | Akhsitan I ibn Minuchihr III |                         |              |
| Torre de la Verge (o Namerdqala) |        | Söyüdlü, Gadabay                                 | Segle IX o Segle XII |                              |                         |              |
| Fortalesa de Nardaran            |        | Nardaran (Bakú)                                  | 1301                 |                              |                         |              |
| Castell de Ramana                |        | Ramana (Bakú)                                    | Segle XIV            |                              |                         |              |
| Castell Ronda                    |        | Mardakan (Bakú)                                  | 1232                 |                              | Abdulmedzhid Ibn Maqsud |              |
| Fortalesa de Shaki               |        | Shaki                                            | Segle XV             |                              |                         |              |
| Fortalesa de Qalacha             |        | Ilisu, Qakh                                      | Segle XIX            |                              |                         |              |
| Fortalesa de Shusha              |        | Shusha                                           | 1751                 | Panah Ali Khan               |                         |              |
| Castell de Sumuq                 |        | Ilisu, Qakh                                      | Segle XVIII          |                              |                         |              |
| Fortalesa de Koroglu             |        | Gadabay                                          | Segle XVI            | Koroglu                      |                         |              |
| Castell de Shahbulag             |        | Agdam                                            | 1752                 | Panah Ali Khan               |                         |              |